# William Williamson (Zoologe)
William Williamson (* Juni 1869 in Leith; † 1950) war ein schottischer Amateur-Zoologe.
Von ihm und Charles David Soar stammt eine Monographie über Wassermilben (Hydracarina) bei der Ray Society.
Er war Fellow der Royal Microscopical Society und der Linnean Society of London.

## Schriften
- mit William Williamson: The British Hydracarina, 3 Bände, Ray Society 1925, 1927, 1929